# Harry Andersson
Harry Andersson (ur. 7 marca 1913 w Norrköping, zm. 6 czerwca 1996 tamże) – szwedzki piłkarz grający na pozycji napastnika.

## Kariera klubowa
Podczas kariery piłkarskiej Harry Andersson występował w Sleipnerze Norrköping. Ze Sleipnerem zdobył jedyne w jego historii mistrzostwo Szwecji w 1938. Rok wcześniej zdobył wicemistrzostwo.

## Kariera reprezentacyjna
W reprezentacji Szwecji 12 czerwca 1938 w wygranym 8:0 meczu ćwierćfinałowym mistrzostw świata z Kubą. W meczu tym popisał się hat-trickiem. Na mundialu we Francji wystąpił jeszcze w dwóch meczach: półfinale z Węgrami i meczu o trzecie miejsce z Brazylią, który był jego ostatnim w reprezentacji.
| Mecze i gole w reprezentacji | Mecze i gole w reprezentacji | Mecze i gole w reprezentacji | Mecze i gole w reprezentacji | Mecze i gole w reprezentacji | Mecze i gole w reprezentacji | Mecze i gole w reprezentacji |
| #                            | Data                         | Miasto                       | Przeciwnik                   | Gol                          | Wynik                        |                              |
| ---------------------------- | ---------------------------- | ---------------------------- | ---------------------------- | ---------------------------- | ---------------------------- | ---------------------------- |
| 1.                           | 12.06.1938                   | Antibes                      | Kuba                         | Gol · Gol · Gol              | 8:0                          | MŚ 1938                      |
| 2.                           | 16.06.1938                   | Paryż                        | Węgry                        |                              | 1:5                          | MŚ 1938                      |
| 3.                           | 19.06.1938                   | Bordeaux                     | Brazylia                     |                              | 2:4                          | MŚ 1938                      |